# Играч НБА који је највише напредовао
НБА играч који је највише напредовао (енгл. NBA Most Improved Player Award) годишња је награда коју НБА од 1986. додељује играчу који је остварио најзначајнији напредак у односу на претходну сезону или сезоне.

## Начин избора
Укупно 125 спортских новинара бира по три играча (првог, другог и трећег). Сваки играч добија бодове по принципу; први пет бодова, други три и трећи један. Играч са највише освојених бодова добија признање.

## Списак награђених и њихови тимови
| Сезона   | Играч            | Клуб                            |
| -------- | ---------------- | ------------------------------- |
| 1985/86. | Алвин Робертсон  | Сан Антонио спарси              |
| 1986/87. | Дејл Елис        | Сијетл суперсоникси             |
| 1987/88. | Кевин Дакворт    | Портланд трејлблејзерси         |
| 1988/89. | Кевин Џонсон     | Финикс санси                    |
| 1989/90. | Рони Сејкали     | Мајами хит                      |
| 1990/91. | Скот Скајлс      | Орландо меџик                   |
| 1991/92. | Первис Елисон    | Вашингтон булетси               |
| 1992/93. | Крис Џексон      | Денвер нагетси                  |
| 1993/94. | Дон Маклин       | Вашингтон булетси (2)           |
| 1994/95. | Дејна Барос      | Филаделфија севентисиксерси     |
| 1995/96. | Георги Мурешан   | Вашингтон булетси (3)           |
| 1996/97. | Ајзак Остин      | Мајами хит (2)                  |
| 1997/98. | Алан Хендерсон   | Атланта хокси                   |
| 1998/99. | Дарел Армстронг  | Орландо меџик (2)               |
| 1999/00. | Џејлен Роуз      | Индијана пејсерси               |
| 2000/01. | Трејси Макгрејди | Орландо меџик (3)               |
| 2001/02. | Џермејн О’Нил    | Индијана пејсерси (2)           |
| 2002/03. | Гилберт Аринас   | Голден Стејт вориорси           |
| 2003/04. | Зак Рандолф      | Портланд трејлблејзерси (2)     |
| 2004/05. | Боби Симонс      | Лос Анђелес клиперси            |
| 2005/06. | Борис Дијао      | Финикс санси (2)                |
| 2006/07. | Монта Елис       | Голден Стејт вориорси (2)       |
| 2007/08. | Хидајет Туркоглу | Орландо меџик (4)               |
| 2008/09. | Дени Грејнџер    | Индијана пејсерси (3)           |
| 2009/10. | Арон Брукс       | Хјустон рокетси                 |
| 2010/11. | Кевин Лав        | Минесота тимбервулвси           |
| 2011/12. | Рајан Андерсон   | Орландо меџик (5)               |
| 2012/13. | Пол Џорџ         | Индијана пејсерси (4)           |
| 2013/14. | Горан Драгић     | Финикс санси (3)                |
| 2014/15. | Џими Батлер      | Чикаго булси                    |
| 2015/16. | Си-Џеј Маколум   | Портланд трејлблејзерси (3)     |
| 2016/17. | Јанис Адетокумбо | Милвоки бакси                   |
| 2017/18. | Виктор Оладипо   | Индијана пејсерси (5)           |
| 2018/19. | Паскал Сијакам   | Торонто репторси                |
| 2019/20. | Брендон Инграм   | Њу Орлеанс пеликанси            |
| 2020/21. | Џулијус Рендл    | Њујорк никси                    |
| 2021/22. | Џа Морант        | Мемфис гризлиси                 |
| 2022/23. | Лаури Марканен   | Јута џез                        |
| 2023/24. | Тајрис Макси     | Филаделфија севентисиксерси (2) |
| 2024/25. | Дајсон Данијелс  | Атланта хокси (2)               |

- [1]

Легенда:
|  | Активни кошаркаши                                    |
|  | Кошаркаши који су примљени у Кошаркашку Кућу славних |